# Yodetabi
Yodetabi, pleme iz skupine Patwin Indijanaca, porodica copehan, nekada naseljeno na Knight's Landingu (danas Knights Landing) u okrugu Yolo u Kaliforniji. Powell (1891) ih naziva Todetabi, kod Powersa Yodetabies (1874) i Yo-det'-a-bi (1877).